# Турбина (футбольный клуб, Набережные Челны)
«Турбина» —  российский любительский футбольный клуб из Набережных Челнов, основанный в 1973 году. В период с 1977 по 1987 годы команда имела профессиональный статус и принимала участие в зональном турнире второй лиги чемпионата СССР по футболу. Лучшее достижение — 8-е место во второй зоне в 1983 году. С 2024 года возрождённая команда выступает в Чемпионате Республики Татарстан по футболу.

## История

Футбольный клуб «Турбина». Первый состав. Июль 1973 года

### 1973—1976. Любительский статус. Региональные турниры
Команда «Турбина» была образована в 1973 году на базе коллектива физкультуры производственного объединения «Камгэсэнергострой», являвшегося в те годы одной из крупнейших строительных организаций в Советском Союзе. Инициатором и организатором создания команды стал заместитель начальника «Камгэсэнергострой» Исмагилов Камиль Вагизович. В качестве тренера из Житомира был приглашён Зая Авдыш, который просмотрев футболистов из ряда городских команд, скомплектовал первый состав «Турбины». Также несколько футболистов были приглашены из Украины: Анатолий Бобёр, Анатолий Лех, Виктор Паламарчук, Альберт Пасьян, Валентин Косов. В мае 1973 года команда одержала победу в первом же своём турнире — на приз героя Советского Союза Мусы Джалиля в Альметьевске. Ну а по-настоящему «Турбина» заявила о себе выиграв Кубок Татарской АССР (июль 1973 года) и чемпионат Татарской АССР (сентябрь 1973 года).
В дальнейшем ещё три сезона (1974—1976) «Турбина» играла на любительском уровне и не раз с успехом выступала в различных региональных соревнованиях: 
| Дата               | Турнир                                                        | Место проведения | Результат выступления |
| ------------------ | ------------------------------------------------------------- | ---------------- | --------------------- |
| Май 1974 года      | Турнир на приз героя Советского Союза Мусы Джалиля            | Альметьевск      | 1-е место             |
| Июль 1974 года     | Кубок Татарской АССР                                          | Казань           | 1-е место             |
| Август 1974 года   | Кубок Приволжских областей среди производственных коллективов |                  | 1-е место             |
| Октябрь 1974 года  | Кубок РСФСР среди производственных коллективов                | Минеральные Воды | 2-е место             |
| Май 1975 года      | Турнир на приз героя Советского Союза Мусы Джалиля            | Альметьевск      | 1-е место             |
| Июнь 1975 года     | Кубок Татарской АССР                                          | Казань           | 2-е место             |
| Июнь 1975 года     | Кубок Приволжских областей среди производственных коллективов |                  | 1-е место             |
| Июль 1975 года     | Чемпионат ЦС ДСО «Труд»                                       |                  | 1-е место             |
| Август 1975 года   | Кубок РСФСР среди производственных коллективов                |                  | 4-е место             |
| Октябрь 1975 года  | Турнир на приз газеты «Советская Татария»                     | Казань           | 1-е место             |
| Май 1976 года      | Турнир на приз героя Советского Союза Мусы Джалиля            | Альметьевск      | 1-е место             |
| Июль 1976 года     | Кубок Татарской АССР                                          | Казань           | 2-е место             |
| Июль 1976 года     | Чемпионат ЦС ДСО «Труд»                                       |                  | 1-е место             |
| Август 1976 года   | Кубок новостроек Татарской АССР                               |                  | 1-е место             |
| Сентябрь 1976 года | Чемпионат Татарской АССР                                      | Казань           | 1-е место             |
| Октябрь 1976 года  | Первенство РСФСР среди команд Приволжских областей            | Набережные Челны | 1-е место             |

За высокие спортивные показатели «Турбина» в 1977 году была включена в состав участников первенства страны среди команд Второй лиги.

### 1977—1987. Команда мастеров. Вторая лига
В 1977 году «Турбина» дебютировала во Второй лиге СССР по футболу (первые три года команда выступала в четвёртой зоне, а затем – во второй). Первый матч в статусе команды мастеров «Турбина» провела 16 апреля 1977 года в Тбилиси с местным «Спартаком».
Первый матч в чемпионате
| 16 апреля 1977 1 тур | Спартак (Тбилиси) | 2:1   | Турбина (Набережные Челны) | Тбилиси        |
| |                   | отчёт | Кадырметов                 | Зрителей: 7000 |
| Турбина (Набережные Челны): Амелькин, Баякин, Пастьян, Паламарчук, Лех, Кадырметов, Палехин, Кириллов ( Иконников), Бобёр, Мадянов, Комлев |                   |       |                            |                |

Итог выступления команды в первом сезоне во Второй лиге получился довольно скромным – 19 место из 22 возможных (13 побед, 7 ничьих, 22 поражения, мячи 48-58). Но этого оказалось достаточно, чтобы закрепиться в новом турнире. С этого же сезона «Турбина» переехала на новый домашний стадион «Строитель». 

Программка к матчу «Турбина» — «Дружба» (Йошкар-Ола). 7 октября 1980 г.

Команда выступала во Второй лиге до конца 1980-х годов, но серьёзных успехов команде добиться не удалось. Лучшими результатами команды стало 8-е (1983 год) и 9-е (1980 год) место.
К концу 1980-х годов «Камгэсэнергострой», на балансе которого продолжал находился клуб, уже не был настолько мощной организацией. Построив за два десятилетия город и промышленные объекты, строительный трест вынужден был искать крупные заказы в других регионах. Кроме этого на стабильность предприятия оказывала влияние начавшаяся в стране перестройка, переход на хозрасчет и нараставшие  экономические проблемы. В таких условиях «Камгэсэнергострой» вынужден был отказаться от содержания так и не достигшего серьёзных высот клуба и в начале 1988 года команда была расформирована. С сезона 1988 года Набережные Челны в Чемпионате СССР стала представлять заводская команда под руководством Валерия Четверика  «Труд-ПРЗ», сменившая в том году название на «Торпедо», а в дальнейшем на «КАМАЗ».
Всего за 11 проведенных во Второй лиге сезонах (с 1977 по 1987 год) «Турбина» провела 384 матча, в которых одержала 126 побед, 83 раза сыграла вничью и 175 раз проиграла. Разница забитых и пропущенных мячей составила 384-525. Наибольшее количество мячей за сезон – 14 удалось забить Ивану Буталию в 1983 году. Лучшими бомбардирами «Турбины» за годы проведённые во Второй лиге являются: Юрий Кузнецов, Валерий Дяблов, Иван Буталий, Вячеслав Мадянов, Пётр Самсоненко, Сергей Кириллов, Виктор Паламарчук, Владимир Барышев, Дмитрий Смирнов.

### 2000—2003. Первое возрождение команды
В начале 2000 года в Набережных Челнах по инициативе Раиса Мэссэрова и ветеранов футбола было принято решение о возрождении команды «Турбина». Инициативная группа из 5 человек смогла заручиться финансовой поддержкой нескольких предприятий, в том числе «Камгэсэнергостроя». К названию команды была добавлена приставка  «КамГИФК» (по названию местного института физкультуры студентами которого являлись многие футболисты команды). Также в команду были привлечены молодые воспитанники ФК «КАМАЗ». Главным тренером «Турбины-КамГИФК» был назначен Анатолий Андреев. На первый весенний сбор команда съездила на Украину, а сезон провела в Первенстве России среди любительских футбольных клубов (МФС Приволжье, группа Б), по итогам которого заняла 7-е место в предварительном этапе и 15-е в финальном турнире (при 24-х командах). Сезон 2001 года «Турбина», из названия которой исчезла приставка «КамГИФК», завершила на 12-м месте (при 15-ти командах), испытывая по ходу всего сезона серьёзные финансовые трудности. Начав следующий сезон, команда лишившись основных спонсоров, не смогла доиграть чемпионат, снявшись по ходу турнира. Проведя ещё два сезона в чемпионате Республике Татарстан (Высшая лига), команда прекратила существование.

### С 2024 года. Второе возрождение команды
В 2024 году клуб вновь был возрождён под именем «Турбина-Строитель». Получив поддержку нескольких местных предпринимателей и пригласив на должность спортивного директора основателя и многолетнего главного тренера ФК «КАМАЗ» Валерия Четверика, команда, сформированная из местных футболистов, заявилась в Первую лигу Чемпионата Республики Татарстан, которую по итогам сезона выиграла.
В 2025 году клуб сменил название на «Турбина», убрав приставку «Строитель». Команда стала бронзовым призёром зимнего Зимнего чемпионата Республики Татарстан и заявилась для участия в Высшей лиге Чемпионата Республики Татарстан и Кубке МФС «Приволжье».

## Названия
- 1973—1987 — «Турбина»
- 2000 — «Турбина-КамГИФК»
- 2001—2003 — «Турбина»
- 2024 — «Турбина-Строитель»
- 2025 — настоящее время — «Турбина»

## Результаты выступлений

### 1977-1987
| Сезон | Турнир                      | Турнир | И  | В  | Н  | П  | Мячи  | Место    |
| ----- | --------------------------- | ------ | -- | -- | -- | -- | ----- | -------- |
| 1977  | Вторая лига Чемпионата СССР | зона 4 | 42 | 13 | 7  | 22 | 48-58 | 19 из 22 |
| 1978  | Вторая лига Чемпионата СССР | зона 4 | 46 | 21 | 5  | 20 | 53-63 | 14 из 24 |
| 1979  | Вторая лига Чемпионата СССР | зона 4 | 46 | 16 | 10 | 20 | 49-62 | 17 из 24 |
| 1980  | Вторая лига Чемпионата СССР | зона 2 | 34 | 14 | 7  | 13 | 35-34 | 9 из 18  |
| 1981  | Вторая лига Чемпионата СССР | зона 2 | 32 | 10 | 11 | 11 | 33-41 | 10 из 17 |
| 1982  | Вторая лига Чемпионата СССР | зона 2 | 32 | 8  | 10 | 14 | 34-56 | 13 из 17 |
| 1983  | Вторая лига Чемпионата СССР | зона 2 | 28 | 11 | 6  | 11 | 24-37 | 8 из 15  |
| 1984  | Вторая лига Чемпионата СССР | зона 2 | 32 | 7  | 7  | 18 | 26-46 | 15 из 17 |
| 1985  | Вторая лига Чемпионата СССР | зона 2 | 28 | 6  | 7  | 15 | 23-44 | 14 из 15 |
| 1986  | Вторая лига Чемпионата СССР | зона 2 | 32 | 8  | 6  | 18 | 27-45 | 16 из 17 |
| 1987  | Вторая лига Чемпионата СССР | зона 2 | 32 | 11 | 7  | 14 | 31-41 | 10 из 17 |

### 2000-2003
| Сезон | Турнир                                                                   | Турнир                                                                   | И  | В  | Н | П  | Мячи  | Место                 |
| ----- | ------------------------------------------------------------------------ | ------------------------------------------------------------------------ | -- | -- | - | -- | ----- | --------------------- |
| 2000  | Первенство России среди любительских футбольных клубов, зона «Приволжье» | Первенство России среди любительских футбольных клубов, зона «Приволжье» | 34 | 13 | 9 | 12 | 49-39 | 15 из 24              |
| 2001  | Первенство России среди любительских футбольных клубов, зона «Приволжье» | Первенство России среди любительских футбольных клубов, зона «Приволжье» | 28 | 6  | 4 | 18 | 21-70 | 12 из 15              |
| 2002  | Первенство России среди любительских футбольных клубов, зона «Приволжье» | Первенство России среди любительских футбольных клубов, зона «Приволжье» | 32 | 8  | 6 | 18 | 27-45 | Снялся по ходу сезона |

### С 2024
| Сезон | Турнир                                                  | И  | В  | Н | П | Мячи | Место в чемпионате/стадия кубка                                                           |
| ----- | ------------------------------------------------------- | -- | -- | - | - | ---- | ----------------------------------------------------------------------------------------- |
| 2024  | Чемпионат Республики Татарстан по футболу (Первая лига) | 20 | 18 | 0 | 2 | 79-7 | 1 из 8                                                                                    |
| 2024  | Кубок Республики Татарстан по футболу                   | 2  | 0  | 0 | 2 | 1-9  | вылет в 1/8 финала по сумме двух матчей                                                   |
| 2025  | Зимний чемпионат Республики Татарстан по футболу        | 8  | 5  | 1 | 2 | 16-7 | 3 из 4 в финале «четырёх»                                                                 |
| 2025  | Чемпионат Республики Татарстан по футболу (Высшая лига) | -  | -  | - | - | -    | турнир идёт                                                                               |
| 2025  | Кубок Республики Татарстан по футболу                   | 2  | 1  | 0 | 1 | 2-2  | вылет в 1/8 финала по сумме двух матчей                                                   |
| 2025  | Кубок МФС «Приволжье»                                   | 4  | 1  | 0 | 3 | 4-7  | 5 из 5 в групповом этапе (команда снялась с турнира после первого круга группового этапа) |

## Достижения
Чемпионат Татарской АССР
- Чемпион (2): 1973, 1976

Кубок Татарской АССР
- Обладатель: 1973

- Финалист (3): 1974, 1975, 1976

Первенство РТ Первая лига
- Чемпион: 2024

Кубок Приволжских областей (КФК)
- Обладатель (2): 1974, 1975

## Символика

### Клубные цвета
| Зелёный | Белый | Красный |

### Эмблема

Эмблема с марта 2024 по апрель 2025 г.)
Эмблема с апреля 2025 г. по настоящее время)

## Стадионы

### «Гидростроитель»

Стадион «Строитель»

С момента основания и до середины 1977 года «Турбина» проводила домашние матчи на стадионе «Гидростроитель» в посёлке Сидоровка — главном городском стадионе в 1960-х — 1970-х годах, а ныне не существующем. Здесь команда проводила матчи городского и регионального уровня и сыграла несколько игр во Второй лиге. Стадион не отличался комфортом ни для футболистов ни для зрителей, имел всего одну небольшую деревянную трибуну в 4 ряда и вагончик, используемый в качестве раздевалки для игроков.

### «Строитель»
С появлением в 1977 году в старой части города стадиона «Строитель» команда переехала на новую арену, вмещавшую после завершения строительства второго яруса в 1979 году до 10 тысяч зрителей. На этом же стадионе, вмещающем после реконструкции 2016 — 2022 годов 2202 зрителя, проводит матчи и возрождённая команда «Турбина-строитель».

## Руководство клуба

### Руководящий состав
| Должность            | Имя              |
| -------------------- | ---------------- |
| Директор             | Ренат Низамов    |
| Спортивный директор  | Валерий Четверик |
| Технический директор | Ренат Закиров    |

### Тренерский штаб
| Должность       | Имя             |
| --------------- | --------------- |
| Главный тренер  | Эмиль Третьяков |
| Тренер вратарей | Арсен Залеев    |

### Административный штаб
| Должность                 | Имя               |
| ------------------------- | ----------------- |
| Администратор команды     | Карина Чередник   |
| Официальный представитель | Руслан Зиатдинов  |
| Официальный представитель | Сергей Светличный |

## Главные тренеры

Зая Зедович Авдыш — первый в истории тренер «Турбины» (1977-1982 гг.)

- Зая Авдыш (1977—1982 гг.)
- Александр Дерёмов (1983—1984 гг.)
- Владимир Павленко (начало 1985 г.)
- В.В. Иванов (с мая 1985 г.)
- Олег Першин (1986—1987 г.)
- Анатолий Андреев (2000—2002 гг.)
- Эмиль Третьяков (2024 — н.в)

## Известные игроки

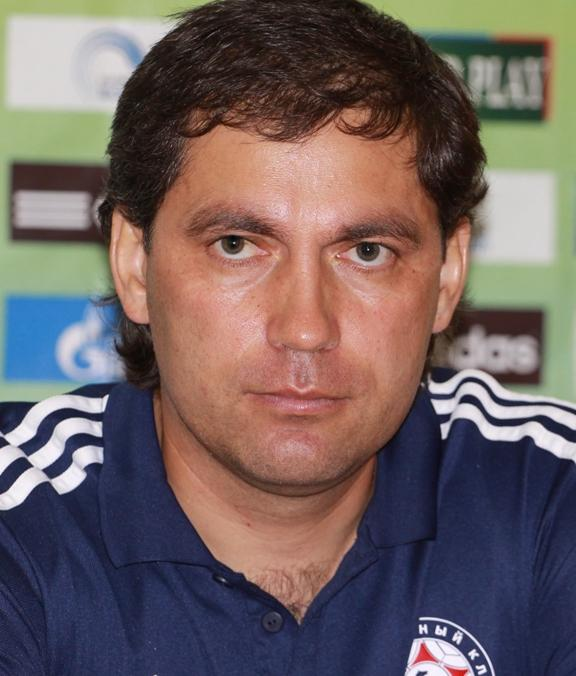
Для Роберта Евдокимова «Турбина» в 1987 году стала первым профессиональным клубом в карьере

- Виктор Амелькин
- Владимир Барышев
- Анатолий Бобёр
- Иван Буталий
- Иван Винников
- Роберт Евдокимов
- Владимир Клонцак
- Юрий Кузнецов
- Виктор Панченко
- Эдуард Югрин